# ヘキサフルオロリン酸銀(I)
ヘキサフルオロリン酸銀(I)（ヘキサフルオロリンさんぎん いち、英: silver(I) hexafluorophosphate, silver PF-6）は、無機化学と有機金属化学で用いられるヘキサフルオロリン酸塩である。吸湿性の白色粉末で、遮光のもと保管される。

## 用途・反応
化学反応ではテトラフルオロホウ酸銀(I) (AgBF4) と同様に、ハロゲン化物イオンもしくはハロゲン配位子を配位性の弱いヘキサフルオロリン酸イオンに置換し、対カチオンの反応性を高めるために用いられる。ハロゲン化物イオンの引き抜きは、対応するハロゲン化銀の沈殿生成を駆動力として進行する。ハロゲン化銀は多くの溶媒に対して難溶であるため、平衡はハロゲン引き抜き・沈殿形成側へ片寄る。